# Роберто Гереро
Роберто Гереро (на испански: Roberto Guerrero) е пилот от Формула 1.
Роден на 16 ноември 1958 година в Меделин, Колумбия.

## Формула 1
Роберто Гереро прави своя дебют във Формула 1 в Голямата награда на ЮАР през 1982 година. В световния шампионат записва 29 състезания, като не успява да спечели точки, състезава се за отборите на Инсайн и Теодор.